# Seznam dílů seriálu Spartakus
'Toto je seznam dílů seriálu Spartakus a Spartakus: Bohové arény.

## Přehled řad
| Řada | Názvy řad         | Díly | Premiéra v USA | Premiéra v USA  | Premiéra v ČR  | Premiéra v ČR     |
| Řada | Názvy řad         | Díly | První díl      | Poslední díl    | První díl      | Poslední díl      |
| ---- | ----------------- | ---- | -------------- | --------------- | -------------- | ----------------- |
| 1    | Krev a písek      | 13   | 22. ledna 2010 | 16. dubna 2010  | 6. února 2012  | 30. dubna 2012    |
| 0    | Bohové arény      | 6    | 21. ledna 2011 | 25. února 2011  | 7. května 2012 | 11. června 2012   |
| 2    | Pomsta            | 10   | 27. ledna 2012 | 30. března 2012 | 1. září 2013   | 3. listopadu 2013 |
| 3    | Válka zatracených | 10   | 25. ledna 2013 | 12. dubna 2013  | 29. září 2014  | 1. prosince 2014  |

## Seznam dílů

### Spartakus:Krev a písek(2010)
| Č. v seriálu | Č. v řadě | Původní název                | Český název             | Režie              | Scénář                              | Premiéra v USA  | Premiéra v ČR   |
| ------------ | --------- | ---------------------------- | ----------------------- | ------------------ | ----------------------------------- | --------------- | --------------- |
| 1            | 1         | The Red Serpent              | Rudý had                | Rick Jacobson      | Steven S. DeKnight                  | 22. ledna 2010  | 6. února 2012   |
| 2            | 2         | Sacramentum Gladiatorum      | Sacramentum Gladiátorům | Rick Jacobson      | Steven S. DeKnight                  | 29. ledna 2010  | 13. února 2012  |
| 3            | 3         | Legends                      | Legendy                 | Jesse Warn         | Brent Fletcher                      | 5. února 2010   | 20. února 2012  |
| 4            | 4         | The Thing in the Pit         | Tajemství jámy          | Jesse Warn         | Aaron Helbing a Todd Helbing        | 12. února 2010  | 27. února 2012  |
| 5            | 5         | Shadow Games                 | Stínohra                | Michael Hurst      | Miranda Kwok                        | 19. února 2010  | 5. března 2012  |
| 6            | 6         | Delicate Things              | Křehké vztahy           | Rick Jacobson      | Tracy Bellomo a Andrew Chambliss    | 26. února 2010  | 12. března 2012 |
| 7            | 7         | Great and Unfortunate Things | Sláva a zoufalství      | Jesse Warn         | Brent Fletcher a Steven S. DeKnight | 12. března 2010 | 19. března 2012 |
| 8            | 8         | Mark of the Brotherhood      | Znamení bratrství       | Rowan Woods        | Aaron Helbing a Todd Helbing        | 19. března 2010 | 26. března 2012 |
| 9            | 9         | Whore                        | Děvka                   | Michael Hurst      | Daniel Knauf                        | 26. března 2010 | 2. dubna 2012   |
| 10           | 10        | Party Favors                 | Obřad dospělosti        | Chris Martin-Jones | Brent Fletcher a Miranda Kwok       | 2. dubna 2010   | 9. dubna 2012   |
| 11           | 11        | Old Wounds                   | Staré rány              | Glenn Standring    | námět: Dan Filie a Patricia Wells   | 9. dubna 2010   | 16. dubna 2012  |
| 12           | 12        | Revelations                  | Prozření                | Michael Hurst      | Brent Fletcher                      | 16. dubna 2010  | 23. dubna 2012  |
| 13           | 13        | Kill Them Al                 | Zabte je všechny        | Jesse Warn         | Steven S. DeKnight                  | 23. dubna 2010  | 30. dubna 2012  |

### Spartakus:Bohové arény(2011)
| Č. | Původní název       | Český název  | Režie         | Scénář                           | Premiéra v USA | Premiéra v ČR   |
| -- | ------------------- | ------------ | ------------- | -------------------------------- | -------------- | --------------- |
| 1  | Past Transgressions | Dávné hříchy | Jesse Warn    | Steven S. DeKnight               | 21. ledna 2011 | 7. května 2012  |
| 2  | Missio              | Milost       | Rick Jacobson | Maurissa Tancharoen a Jed Whedon | 28. ledna 2011 | 14. května 2012 |
| 3  | Paterfamilias       | Hlava rodiny | Michael Hurst | Aaron Helbing a Todd Helbing     | 4. února 2011  | 21. května 2012 |
| 4  | Beneath the Mask    | Pod maskou   | Brendan Maher | Seamus Kevin Fahey & Misha Green | 11. února 2011 | 28. května 2012 |
| 5  | Reckoning           | Zúčtování    | John Fawcett  | Brent Fletcher                   | 18. února 2011 | 4. června 2012  |
| 6  | The Bitter End      | Hořký konec  | Rick Jacobson | Steven S. DeKnight               | 25. února 2011 | 11. června 2012 |

### Spartakus:Pomsta(2012)
| Č. v seriálu | Č. v řadě | Původní název         | Český název          | Režie              | Scénář                       | Premiéra v USA  | Premiéra v ČR     |
| ------------ | --------- | --------------------- | -------------------- | ------------------ | ---------------------------- | --------------- | ----------------- |
| 14           | 1         | Fugitivus             | Uprchlík             | Michael Hurst      | Steven S. DeKnight           | 27. ledna 2012  | 1. září 2013      |
| 15           | 2         | A Place in This World | Místo na tomto světě | Jesse Warn         | Brent Fletcher               | 3. února 2012   | 8. září 2013      |
| 16           | 3         | The Greater Good      | Pro dobro všech      | Brendan Maher      | Tracy Bellomo                | 10. února 2012  | 15. září 2013     |
| 17           | 4         | Empty Hands           | Prázdné ruce         | Mark Beesley       | Allison Miller               | 17. února 2012  | 22. září 2013     |
| 18           | 5         | Libertus              | Libertus             | Rick Jacobson      | Aaron Helbing a Todd Helbing | 24. února 2012  | 29. září 2013     |
| 19           | 6         | Chosen Path           | Zvolená cesta        | Michael Hurst      | Misha Green                  | 2. března 2012  | 6. října 2013     |
| 20           | 7         | Sacramentum           | Sacramentum          | Jesse Warn         | Seamus Kevin Fahey           | 9. března 2012  | 13. října 2013    |
| 21           | 8         | Balance               | Vyrovnání            | Chris Martin-Jones | Jed Whedon                   | 16. března 2012 | 20. října 2013    |
| 22           | 9         | Monsters              | Zrůdy                | TJ Scott           | Brent Fletcher               | 23. března 2012 | 27. října 2013    |
| 23           | 10        | Wrath of the Gods     | Hněv bohů            | Jesse Warn         | Steven S. DeKnight           | 30. března 2012 | 3. listopadu 2013 |

### Spartakus:Válka zatracených(2013)
| Č. v seriálu | Č. v řadě | Původní název          | Český název       | Režie         | Scénář                       | Premiéra v USA  | Premiéra v ČR      |
| ------------ | --------- | ---------------------- | ----------------- | ------------- | ---------------------------- | --------------- | ------------------ |
| 24           | 1         | Enemies of Rome        | Nepřátelé Říma    | Mark Beesley  | Steven S. DeKnight           | 25. ledna 2013  | 29. září 2014      |
| 25           | 2         | Wolves at the Gate     | Vlci před branami | Jesse Warn    | Aaron Helbing a Todd Helbing | 26. ledna 2013  | 6. října 2014      |
| 26           | 3         | Men of Honor           | Slovo muže        | John Fawcett  | Brent Fletcher               | 8. února 2013   | 13. října 2014     |
| 27           | 4         | Decimation             | Decimace          | Michael Hurst | Seamus Kevin Fahey           | 15. února 2013  | 20. října 2014     |
| 28           | 5         | Blood Brother          | Pokrevní bratři   | TJ Scott      | Allison Miller               | 22. února 2013  | 27. října 2014     |
| 29           | 6         | Spoils of War          | Válečná kořist    | Mark Beesley  | Jed Whedon                   | 15. března 2013 | 3. listopadu 2014  |
| 30           | 7         | Mors Indecepta         | Mors Indecepta    | Jesse Warn    | David Kob a Mark Leitner     | 22. března 2013 | 10. listopadu 2014 |
| 31           | 8         | Separate Paths         | Rozdělené cesty   | TJ Scott      | Brent Fletcher               | 29. března 2013 | 17. listopadu 2014 |
| 32           | 9         | The Dead and the Dying | Mrtví a umírající | Michael Hurst | Jeffrey Bell                 | 5. dubna 2013   | 24. listopadu 2014 |
| 33           | 10        | Victory                | Vítězství         | Rick Jacobson | Steven S. DeKnight           | 12. dubna 2013  | 1. prosince 2014   |